# Vizela
Vizela is een stad en gemeente in het Portugese district Braga.
De gemeente heeft een totale oppervlakte van 24 km² en telde 22.595 inwoners in 2001. Vizela is samengesteld  uit zeven dorpskernen, welke gesitueerd zijn rondom de stad. Voor iedere dorpskern moet een stukje de berg op gereden worden. Dat leidt uiteraard tot prachtige vergezichten.
Vizela kent textiel- en schoenindustrie, een treinstation en wordt daarnaast doorkruist door de rivier. De Romeinen hebben de thermische baden ontdekt en gekoesterd. In de nabije omgeving zijn opgravingen en de oude brug is nog aangelegd door de Romeinen. Vizela is groen: het grote stadspark wordt goed bezocht en gebruikt.
Vanaf het vliegveld in Porto is de afstand zo'n 63 kilometer. De wegen zijn uitstekend tot goed: keuze voor tolwegen, maar ook binnendoor rijdt een auto binnen 90 minuten naar Vizela vanaf Porto.
Amares · Barcelos · Braga · Cabeceiras de Basto · Celorico de Basto · Esposende · Fafe · Guimarães · Póvoa de Lanhoso · Terras de Bouro · Vieira do Minho · Vila Nova de Famalicão · Vila Verde · Vizela